# Binta y la gran idea
Binta y la gran idea es un cortometraje dirigido por Javier Fesser que fue nominado en 2007 al Óscar al mejor cortometraje.
El cortometraje forma parte de la película  En el Mundo a cada rato, donde cinco directores muestran su propia visión sobre las distintas realidades que afectan a la infancia y por las que UNICEF trabaja en todo el mundo. En el corto se nos muestra la necesidad de una educación para las niñas del Tercer mundo.

## Sinopsis
El padre de Binta es un humilde pescador que, preocupado por el progreso de la humanidad, está empeñado en llevar a cabo algo que se le ha ocurrido. Escribe una carta que acaba llevando al gobernador. Mientras tanto, la prima de Binta, Soda, no puede ir a la escuela, ya que su padre no se lo permite. A lo largo del cortometraje, el profesor de la escuela prepara una función teatral, en el que se narra la historia de una niña que quiere ir a la escuela, aunque no se lo permiten. Toda la película trata sobre esos dos temas paralelos: cómo el padre de Binta quiere llevar su idea a cabo y cómo la madre de Soda y la propia niña quieren convencer al padre de Soda para que la chica pueda ir al colegio.

## Reparto
- Zeynabou Dialló, de Bignona, interpreta a Binta.
- Agnile Sambou, de Mampalago, interpreta a Pescador.
- Aminata Sané, de Oulampane, interpreta a Soda.
- Ismaïla Hercule Diedhiou, de Bignona, interpreta a Souleyman.
- Fatuo Drámé, de Mampalago, interpreta a la madre de Binta.
- Awa Kébé, de Mampalago, interpreta a la madre de Soda.
- Fanding Diedhiuo, de Oulampane, interpreta al padre de Soda.

## Premios
- Nominación Óscar al mejor cortometraje.
- Festival George Linsey/UNA Film Festival.
- Premio especial del jurado en el Festival internacional de cine de Indianapolis.
- Premio Ciudad de Alcalá en el Festival de cortometrajes de Alcalá de Henares.
- Premio Montgomery en el Festival internacional de los niños de Chicago.